# Lista de prefeitos eleitos no Amapá em 2004
Na formação desta lista foram consultados arquivos on line do Tribunal Regional Eleitoral e Tribunal Superior Eleitoral, sendo à época do pleito o Amapá possuía 16 municípios.
A referida disputa aconteceu dois anos após as eleições estaduais no Amapá em 2002 e aconteceram nos dias 3 de outubro, o 1º turno e 31 de outubro, o 2º turno, ocasião em que Waldez Góes da Silva era governador do estado.

## Prefeitos eleitos peloPDT
O partido triunfou em 5 municípios, o equivalente a 31,25% do total.
| Bandeira              | Município | Prefeito eleito                | Partido | Nascido em | UF    |
| --------------------- | --------- | ------------------------------ | ------- | ---------- | ----- |
| Bandeira desconhecida | Amapá     | Rildo Alaor Teixeira da Silva  | PDT     | Amapá      | Amapá |
|                       | Calçoene  | José Jorge Pereira Récio       | PDT     | Belém      | Pará  |
| Bandeira desconhecida | Itaubal   | Mirivaldo dos Santos Costa     | PDT     | Macapá     | Amapá |
|                       | Mazagão   | José Carlos Corrêa de Carvalho | PDT     | Mazagão    | Amapá |
|                       | Oiapoque  | Manoel Alício da Silva Sfair   | PDT     | Oiapoque   | Amapá |

## Prefeitos eleitos peloPT
O partido triunfou em 3 municípios, o equivalente a 18,75% do total.
| Bandeira       | Município      | Prefeito eleito                   | Partido | Nascido em | UF    |
| -------------- | -------------- | --------------------------------- | ------- | ---------- | ----- |
| Macapá         | Macapá         | João Henrique Rodrigues Pimentel  | PT      | Macapá     | Amapá |
| Santana        | Santana        | José Antônio Nogueira de Sousa    | PT      | Macapá     | Amapá |
| Serra do Navio | Serra do Navio | Francimar Pereira da Silva Santos | PT      | Amapá      | Amapá |

## Prefeitos eleitos peloPP
O partido triunfou em 2 municípios, o equivalente a 12,50% do total.
| Bandeira         | Município        | Prefeito eleito              | Partido | Nascido em | UF       |
| ---------------- | ---------------- | ---------------------------- | ------- | ---------- | -------- |
| Laranjal do Jari | Laranjal do Jari | Euricélia Melo Cardoso       | PP      | Monção     | Maranhão |
|                  | Porto Grande     | José Maria Bessa de Oliveira | PP      | Bujaru     | Pará     |

## Prefeitos eleitos peloPTB
O partido triunfou em 2 municípios, o equivalente a 12,50% do total.
| Bandeira | Município       | Prefeito eleito          | Partido | Nascido em | UF    |
| -------- | --------------- | ------------------------ | ------- | ---------- | ----- |
|          | Ferreira Gomes  | Adiel de Campos Ferreira | PTB     | Macapá     | Amapá |
|          | Tartarugalzinho | Rildo Gomes de Oliveira  | PTB     | Amapá      | Amapá |

## Prefeitos eleitos peloPT do B
O partido triunfou em 2 municípios, o equivalente a 12,50% do total.
| Bandeira              | Município       | Prefeito eleito                | Partido | Nascido em            | UF    |
| --------------------- | --------------- | ------------------------------ | ------- | --------------------- | ----- |
| Bandeira desconhecida | Pracuuba        | José Belizio Dias Ramos        | PT do B | Amapá                 | Amapá |
| Vitória do Jari       | Vitória do Jari | Adelson Ferreira de Figueiredo | PT do B | Santo Antônio do Tauá | Pará  |

## Prefeitos eleitos peloPMDB
O partido triunfou em 1 município, o equivalente a 6,25% do total.
| Bandeira              | Município          | Prefeito eleito                   | Partido | Nascido em | UF    |
| --------------------- | ------------------ | --------------------------------- | ------- | ---------- | ----- |
| Bandeira desconhecida | Cutias do Araguary | Manoel Raimundo de Lima Rodrigues | PMDB    | Mazagão    | Amapá |

## Prefeitos eleitos pelo PV
O partido triunfou em 1 município, o equivalente a 6,25% do total.
| Bandeira                | Município               | Prefeito eleito                | Partido | Nascido em | UF       |
| ----------------------- | ----------------------- | ------------------------------ | ------- | ---------- | -------- |
| Pedra Branca do Amapari | Pedra Branca do Amapari | Antônio José Siqueira da Silva | PV      | Bacabal    | Maranhão |